# Kaghnut
Kaghnut, Kakhnut o Kagnut (armeni: Կաղնուտ), anteriorment conegut com a Mogez, Moges, Moqez, o Moghes, és un poble i comunitat rural (municipi) de la Província de Siunik d'Armènia. La seva població era d'11 habitants el 2011, perdent-ne 109 (117) respecte del cens de 2010 (2001).